# Callomelitta turnerorum
Callomelitta turnerorum là một loài Hymenoptera trong họ Colletidae. Loài này được Cockerell mô tả khoa học năm 1910.